# Partido de los Trabajadores (Singapur)
El Partido de los Trabajadores de Singapur, conocido simplemente como Partido de los Trabajadores (en inglés: Workers' Party, en chino simplificado: 工人党; en chino tradicional: 工人黨; en malayo: Parti Pekerja; en tamil: பாட்டாளிக் கட்சி) y abreviado como WP, es un partido político socialista democrático de Singapur. Como segundo partido más antiguo actualmente activo en el país, solo por detrás del gobernante Partido de Acción Popular (PAP), el WP ha sido también uno de sus principales oponentes históricos, ubicándose como la segunda fuerza del país en la mayoría de los comicios que han tenido lugar desde la independencia. Su actual líder y Secretario General es Pritam Singh, quien a su vez ejerce como líder de la Oposición en el Parlamento de Singapur.
Fue fundado el 2 de noviembre de 1957, por David Saul Marshall, primer jefe de gobierno electo de Singapur, luego de su dimisión como Ministro Principal tras el fracaso de su intento de conseguir la autonomía de la isla del Reino Unido. Luego de haber sido una fuerza de carácter marginal en sus orígenes, el WP fue el único partido aparte del PAP que disputó escaños en las elecciones generales de 1968, aunque no consiguió escaños, posicionándose desde entonces como la segunda fuerza en términos de voto popular en las elecciones de 1972, 1976, y 1980, pese a no lograr la victoria de ninguno de sus candidatos.
El WP cobró importancia con la victoria de su líder, Joshua Benjamin Jeyaretnam, en la elección parcial de la circunscripción de Anson de 1981, convirtiéndose en el primer parlamentario electo no perteneciente al PAP desde 1966. Jeyaretnam fue reelegido en las elecciones generales de 1984, pero posteriormente perdió su escaño en 1986, luego de una condena por contabilizar falsamente los fondos del partido, una convicción que Jeyaretnam siempre había mantenido tenía motivaciones políticas. El WP sufrió un declive después de este suceso, perdiendo terreno ante formaciones como el SDP, el SPP y la Alianza Democrática de Singapur, que ocuparon el liderazgo de la oposición en los años 1990 y la primera mitad de la década de 2000. A partir de 1991, mantiene el escaño parlamentario de la circunscripción uninominal (SMC) de Hougang, que permanece como el distrito electoral que más tiempo ha sido representado por un partido opositor. Durante dos décadas, su representante en este distrito fue Low Thia Khiang, quien a su vez lideró el WP desde 2001 hasta 2018.
A partir de 2006, el WP recuperó el liderazgo de la oposición parlamentaria, iniciando un período prolongado de crecimiento electoral para la formación. En las elecciones generales de 2011, el WP protagonizó un resultado histórico al triunfar en la circunscripción de representación grupal (GRC) de Aljunied, el primer triunfo de un partido opositor en una circunscripción de este tipo, lo que elevó su representación parlamentaria a 6 escaños electos y 2 miembros no circunscripcionales o NCMP. Triunfó en elecciones parciales en la SMC de Punggol East en 2012 y en Hougang en 2013. Retendría con éxito su representación parlamentaria en 2015. En 2020, se convirtió en el primer partido opositor en triunfar en más de una GRC en una misma elección, al imponerse tanto en Aljunied como en el nuevo distrito de Sengkang, además de Houngang, dando como resultado su mayor representación histórica, con 10 escaños.
Buscando posicionarse como un «control y equilibrio» en el Parlamento, el WP es ideológicamente un partido socialdemócrata que se sitúa en la centroizquierda del espectro político. Apoya el nacionalismo cívico con un enfoque progresista, proponiendo la reducción de la edad para votar de 21 a 18 años, como en la mayoría de las democracias establecidas; la introducción de un salario mínimo nacional; y la proporción de mayor flexibilidad al Fondo Central de Previsión. En los últimos años, los candidatos y miembros del WP han usado uniformes de color azul para representar los vínculos del partido con la clase trabajadora de cuello azul. A nivel internacional, es miembro de la Alianza Progresista.

## Resultados electorales

### Elecciones generales
|  | 0.79 % |

|  | 12.61 % |

|  | 0.05 % |

|  | 1.01 % |

|  | 4.02 % |

|  | 13.22 % |

|  | 12.20 % |

|  | 24.46 % |

|  | 11.55 % |

|  | 27.67 % |

|  | 6.22 % |

|  | 29.20 % |

|  | 12.56 % |

|  | 45.98 % |

|  | 16.72 % |

|  | 39.44 % |

|  | 14.29 % |

|  | 41.09 % |

|  | 13.83 % |

|  | 37.61 % |

|  | 3.12 % |

|  | 39.29 % |

|  | 16.34 % |

|  | 38.43 % |

|  | 12.82 % |

|  | 46.58 % |

|  | 12.48 % |

|  | 39.75 % |

|  | 11.22 % |

|  | 50.49 % |

### Elecciones parciales
|  | 43.32 % |

|  | 29.41 % |

|  | 38.78 % |

|  | 51.93 % |

|  | 62.08 % |

|  | 54.52 % |